# K.G. Svensson
Karl Gerhard (K-G) Svensson, född 11 mars 1928 i Örnsköldsvik, död 18 juni 2016 i Sofia distrikt i Stockholm, var en svensk chefsåklagare.
Svensson avlade studentexamen i Örnsköldsvik 1948, distriktsåklagarexamen vid Stockholms högskola 1954 och juris kandidatexamen där 1956. Han blev extra förste stadsfiskalsassistent vid åklagarmyndigheten i Stockholm 1963, extra ordinarie kammaråklagare vid Stockholms åklagardistrikt 1965 och chefsåklagare där 1976.
Efter mordet på Olof Palme utsågs Svensson till förundersökningsledare den 6 mars 1986 i samband med att Victor Gunnarsson, "33-åringen" kallad, blev misstänkt. Den 16 maj samma år  lät Svensson lägga ner utredningen mot Gunnarsson och frånträdde därvid även posten som förundersökningsledare.Chefsåklagare K G Svensson var Palme-utredningens förste åklagare. Han blev förundersökningsledare när den så kallade 33-åringen, Victor Gunnarsson, blev misstänkt, och hade tidigare bland annat arbetat med fallet kring den utpekade spionen Bertil Ströberg. På grund av en allvarlig konflikt med spaningsledaren Hans Holmér avgick Svensson 1986, efter bara tre månader i Palme-utredningen. Han fortsatte senare som chefsåklagare och arbetade bland annat med fallet kring Lasermannen, John Ausonius. Så sent som 2012, i en DN-intervju, var han fortfarande bitter över hur utredningen sköttes under Hans Holmér, som han menar förstörde utredningen, agerade på ett "mytomanskt sätt" och ledde den sämsta brottsutredningen han varit med om som åklagare.
K.G. Svensson är gravsatt i minneslunden på Tyresö begravningsplats.